# Комсомольське сільське поселення (Первомайський район)
Комсомо́льське сільське поселення (рос. Комсомольское сельское поселение) — сільське поселення у складі Первомайського району Томської області Росії.
Адміністративний центр — село Комсомольськ.
Населення сільського поселення становить 2105 осіб (2019; 2588 у 2010, 3326 у 2002).

## Склад
До складу сільського поселення входять:
| Населений пункт      | Населення, осіб (2002) | Населення, осіб (2010) |
| -------------------- | ---------------------- | ---------------------- |
| Балагачево, присілок | 140                    | 117                    |
| Балагачево, селище   | 104                    | 115                    |
| Комсомольськ, село   | 2856                   | 2211                   |
| Тазирбак, селище     | 49                     | 38                     |
| Францево, селище     | 177                    | 107                    |